# Lac Koigi
Le lac Koigi (en estonien : Koigi järv) ou grand lac Koigi (en estonien : Koigi Suurjärv)  est un lac de Saaremaa en Estonie,,,.

## Géographie
Le lac est peu profond et son niveau d'eau varie considérablement. 
C'est pourquoi son littoral diffère selon les contextes. 
La superficie du lac est de 115 hectares et mesure 2,1 kilomètres de long et 1,5 kilomètres de large. 
Il comprend 6 îles d'une superficie totale de 6,4 hectares, les rives des îles sont densément couverts de roseaux. 
Le lac a une profondeur moyenne de 0,5 mètre et une profondeur maximale de 1,1 mètre. 
La longueur du rivage du lac est de 8,4 kilomètres.
Le ruisseau de Kuke alimente le lac sur la rive sud-ouest.
C'est aussi l'émissaire qui part de la rive sud-est du lac.
Le ruisseau de Lõhmuste, qui collecte les eaux de drainage de la vaste tourbière et les jette dans le lac à la rive nord-ouest du lac. 
L'étendue du bassin versant du lac est de 47,7 kilomètres carrés,,,.

## Galerie

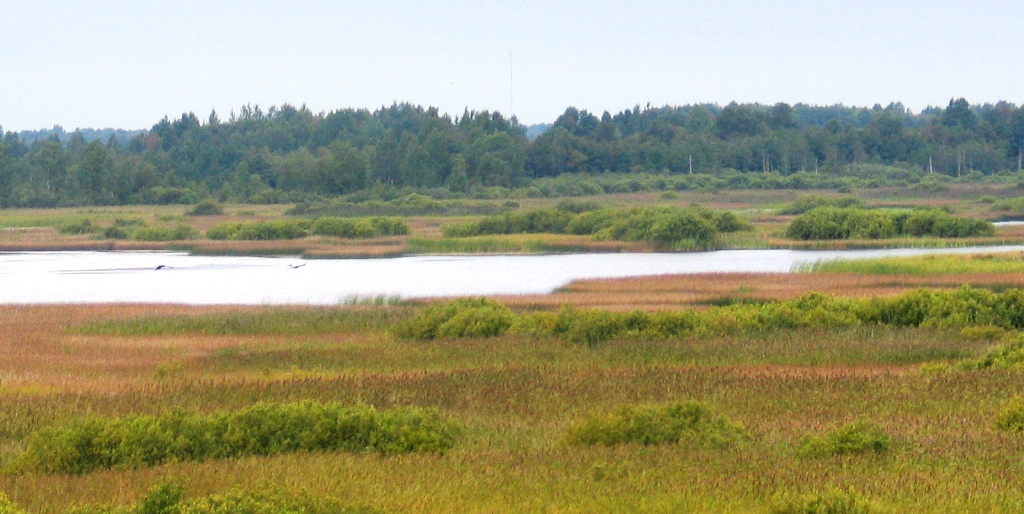